# AVG Technologies
AVG Technologies（AVG テクノロジーズ、旧社名：Grisoft）はJan Gritzbachによって1991年に設立されたオランダのウイルス対策ソフトの企業。欧州と米国に拠点を置いている。1億1000万人のアクティブ・ユーザーを擁しているとされる。2009年に本社所在地をチェコ プラハからオランダ アムステルダムへ変更した。

## 沿革
- 1991年 - 設立
- 2005年9月 - インテル社から投資を受ける。
- 2006年4月19日 - エヴィド・ネットワークを買収し、同社のソフトウェアであるEwidoの技術をGrisoftのAVG Anti-Virusに取り入れている。
- 2007年4月 - 株式会社CoGenMediaがサポート企業として日本において販売開始。
- 2007年12月5日 - 米国セキュリティソフト企業のExploit Prevention Labsを買収を発表[1]。
- 2008年1月21日 - 社名を「AVG Technologies CZ, s.r.o.」へ変更。
- 2009年1月13日 - 個人情報盗難防止ソフトの研究・開発を行うサナ・セキュリティーの買収を発表した。同時にサナ・セキュリティーが所有するカリフォルニア州レッドウッドシティのシリコンバレーオフィス、R＆DセンターをAVGへ統合した。
- 2009年10月5日 - 大手出資企業のTAアソシエーツより大規模な投資を受け、同社が資本参加したことを発表。
- 2016年7月8日 - チェコのセキュリティベンダーAvast Softwareが、AVG Technologiesを買収する計画を明らかにした[2]。
- 2017年1月10日 - AvastとAVG双方の技術が結集した、「AVG AntiVirus FREE」「AVG Internet Security」「AVG TuneUp」の2017年版を公開[3]。

## 製品
AVG Technologies社が扱っている製品の一覧
- AVG Anti-Virus
  - Free
  - Professional
    - for Linux/FreeBSD

  - Network
  - plus Firewall
- AVG Anti-Spyware
  - Free
- AVG Anti-Malware
  - Network
  - SBS Edition
- AVG Anti-Rootkit Free Edition
- AVG Internet Security
  - Network
  - SBS Edition
- AVG File Server Edition for Linux/FreeBSD
- AVG Email Server Edition for Linux/FreeBSD